# Lâu đài Znojmo

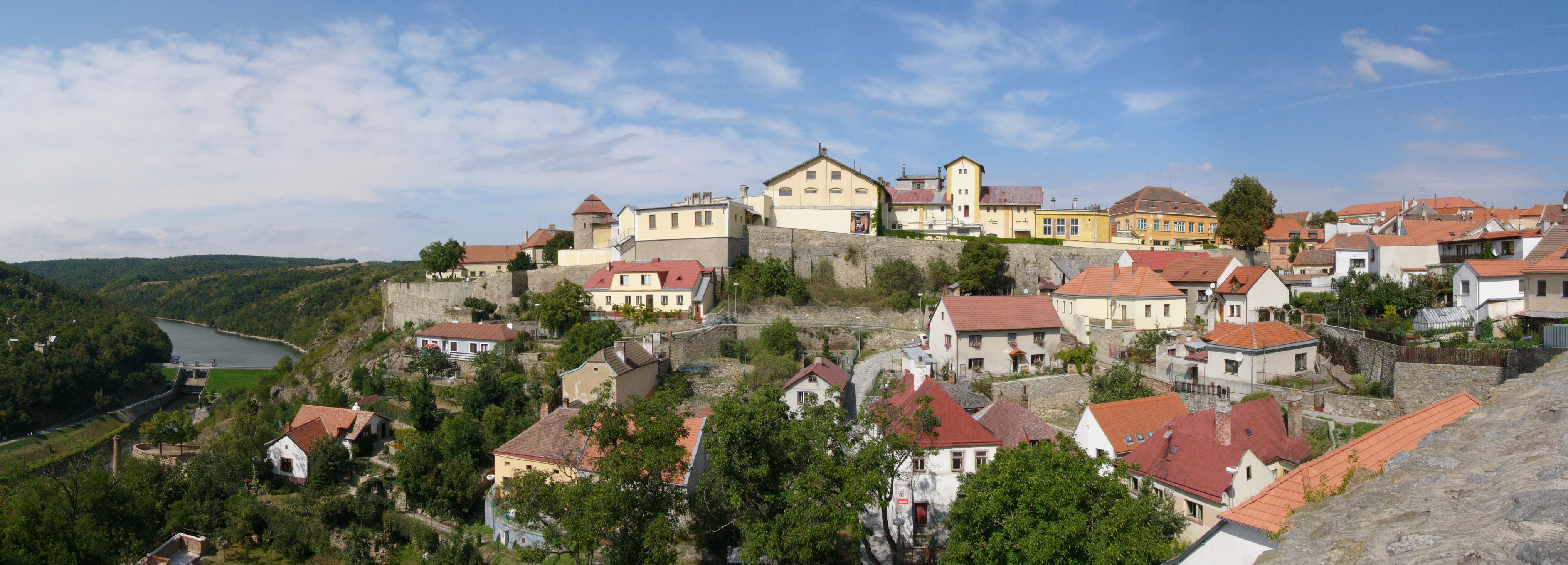
Lâu đài Znojmo

Lâu đài Znojmo là một lâu đài nằm tại thị trấn Znojmo, một thị trấn lịch sử ở vùng Nam Moravia, Cộng hòa Séc.

## Lịch sử
Lâu đài Znojmo ban đầu vốn là một lâu đài bằng gỗ được xây dựng bởi Công tước xứ Bohemia, Bretislav I, nhà Přemyslid. Lâu đài được hoàn thiện vào khoảng năm 1080. Lâu đài Znojmo được xây để thay thế cho một lâu đài cổ hơn nằm ở phía bên kia thung lũng Granice, đồng thời cũng là để củng cố tuyến phòng thủ dọc sông Dyje trước sự tấn công của quân Áo. Từ phía lâu đài Znojmo có thể quan sát được toàn bộ thung lũng sông và các khu vực phụ cận. Tuy nhiên, vào năm 1140, lâu đài đã bị bao vây và tàn phá. Sang đến cuối thế kỷ 12, lâu đài được xây dựng trở lại và lần này lâu đài được xây bằng đá với hào sâu. Để tiến vào lâu đài phải đi qua một tháp canh hình trụ bát giác có tên là tháp Robber. Vào cuối thế kỷ 19, ngọn tháp này đã sụp đổ do bị bỏ hoang.
Trong lịch sử, lâu đài Znojmo là một thành trì quan trọng của thành phố hoàng gia Znojmo, được thành lập bởi vua Ottokar I của Bohemia. Lâu đài được liên kết với các bức tường thành và chứa một lực lượng binh lính hùng hậu. Tầm quan trọng của lâu đài Znojmo bắt đầu giảm dần vào cuối thế kỷ 17 sau khi tướng quân Eugène de Savoie-Carignan đẩy lùi được cuộc xâm lăng của quân Thổ. Năm 1710, Hoàng đế Joseph I của Thánh chế La Mã đã mua lại lâu đài. Sau này, mặt tiền của lâu đài được bán cho người dân địa phương để làm nhà máy bia của thị trấn, nơi này sản xuất ra bia Hostan. Phía sau của lâu đài thuộc về Chúa đất Deblin, người đã xây thêm một lâu đài theo kiến trúc Baroque và vẫn còn tồn tại đến ngày nay. Phần còn lại duy nhất của lâu đài thuộc về các Công tước Přemysl là một ngôi đền tròn (rotunda) thờ Thánh Catherine, được xây theo lối kiến trúc Romanesque. Bên trong ngôi đền được bao phủ bởi các bức bích họa có niên đại từ thế kỷ 11, miêu tả các sự kiện trong Kinh Thánh và triều đại Přemysl.